# Hazel Nuts Chocolate
HNC（エイチ・エヌ・シー、2009年10月まではHazel Nuts Chocolate（ヘーゼル・ナッツ・チョコレート））は、ミュージシャンでありイラストレーターとしても活動しているYuppa（ゆっぱ）が手掛ける、日本の音楽ユニット。

## 来歴
ピアノ演奏をたしなむ程度に習っていたゆっぱを中心に、専門学校に通っていたわんた・電化製品メーカーのサラリーマンであるイトウコウジと共に、2000年にHazel Nuts Chocolateを結成する。（なお、ユニット名はメンバーのイトウコウジが名づけた。）
2002年にPlus-Tech Squeeze Boxをボーカリストとしてライブをサポート、2003年にcapsuleの楽曲『idol fancy』『weekend in my ROOM』のフィーチャリングボーカルとしてサポートするなど、数々のアーティストとコラボレーション活動を続ける。2004年には初のアルバム『Bewitched!』をリリース、さらに2005年には台湾でアルバムを発売するなど、活動の幅を広げている。
現在では、Hazel Nuts ChocolateはYuppa（ゆっぱ）一人によるユニットであると紹介されている。
2ndアルバムの「Cute」の出来に納得のいかなかったYuppaは暫くの間リリース活動を休止。
その間に「Twee Grrrls Club」や「Love And Hates」のメンバーとして活動を行い、2009年11月に「HNC」に改名。
Yuppa自ら「White Lily Records」を設立し3rdアルバム「CULT」をリリースする。

## ディスコグラフィー
| 発売順 | 発売日         | タイトル   | 備考                                                                                   |
| 1st    | 2004年7月19日  | Bewitched! | ユニット初のアルバム。 2013年現在廃盤、3rdアルバム発売と共に再発の告知がなされていた。 |
| 2nd    | 2005年9月14日  | Cute       | Plus-Tech Squeeze Boxのハヤシベトモノリをサウンドプロデューサーとして迎えている。      |
| 3rd    | 2009年12月12日 | CULT       | 「HNC」改名後初のアルバム。実に4年ぶりのリリースとなった。                             |

- シングル

1. Witches' Party EP
「CULT」からの楽曲「Witches' Party」のシングルカット。HNC初のレコード盤+CD形式での発売。

その他、様々なアーティストとコラボレートし、サポートボーカルとして参加したり、コンピレーション・アルバムに楽曲を提供したりしている。